# Franz Cohn
Franz Theodor Cohn, född 18 mars 1927 i Chemnitz i Tyskland, död 29 april 2023 i Stockholm, var en svensk företagare. Han var redaktör för tidskriften Menorah och teknisk skribent samt skrev opinionsartiklar och bokrecensioner. Han startade det elektroniska månadsbrevet "Från den ljusa sidan" med fokus på positiva nyheter från Israel.

## Biografi
Franz Cohns föräldrar advokaten Fritz Cohn och Margot Bermann gifte sig 1918. Familjen var aktiv i Chemnitz judiska församling och välintegrerad i det tyska samhället. Barnen flydde från Tyskland före förintelsen, de två döttrarna till Argentina respektive Storbritannien. Föräldrarna kom 1939 till Norge men arresterades av Quisling-regimen 1942 och deporterades till Auschwitz, där de mördades. Franz Cohn hade hösten 1938 skickats till ett judiskt internat i Berlin, då judar förbjudits att studera vid offentliga läroverk. Genom sin morbror Gottfried Bermann, ägare av S. Fischer Verlag, kunde Cohn 1939 komma till Stockholm med Kindertransport. Där gick han på Whitlockska samskolan och sedan en tvåårig ingenjörsutbildning vid Stockholms Tekniska Institut. Han träffade sin hustru Eva Cohn sommaren 1945 och gifte sig 1948 i Stockholms stora synagoga; de fick tre barn.
På 1970-talet började Cohn arbeta i Aktionskommittén för Sovjets judar och engagerade sig när Judiska församlingen i Stockholms barnkoloni på Barnens ö behövde renoveras på 1980-talet. Han var 1984–1994 ordförande för Förenade Israelinsamlingen, Keren Hayesod, och bedrev insamlingsverksamhet för att underlätta för judar att flytta till Israel. 
År 2016 publicerade Cohn sin familjekrönika Vi lever vidare. Boken har utgivits på tyska som ljudbok av det tyska förlaget Argon Verlag, inläst av Cohn.
Franz Cohn mottog Keren Hayesods Yakir Award 1998 för sina insatser för Israel. Han fick Handelskammaren Sverige–Israels speciella utmärkelse 2014 för sitt mångåriga arbete med att informera om handelsutvecklingen mellan Sverige och Israel och om tekniska och medicinska uppfinningar i Israel. Cohn har belönats med Judiska församlingens Aron Isak-stipendium. Tel Hai College tilldelade honom 2016 ett pris för insatser för upprustningen av läroanstalten.